# Eros Ramazzotti/Diskografie
Diese Diskografie ist eine Übersicht über die musikalischen Werke des italienischen Musikers Eros Ramazzotti. Den Quellenangaben und Schallplattenauszeichnungen zufolge hat er bisher mehr als 20 Millionen Tonträger verkauft. Alleine in Deutschland hat er bis heute über 5,9 Millionen Tonträger verkauft und gehört somit zu den Interpreten mit den meisten verkauften Tonträgern in Deutschland. Seine erfolgreichste Veröffentlichung ist das Album Eros mit über 5,3 Millionen verkauften Einheiten.

## Alben
Wenn ein abweichender spanischer Titel existiert, ist er nach dem Schrägstrich angegeben.

### Studioalben
| Jahr | Titel                                           | Höchstplatzierung, Gesamtwochen, AuszeichnungChartplatzierungen (Jahr, Titel, Platzierungen, Wochen, Auszeichnungen, Anmerkungen) | Höchstplatzierung, Gesamtwochen, AuszeichnungChartplatzierungen (Jahr, Titel, Platzierungen, Wochen, Auszeichnungen, Anmerkungen) | Höchstplatzierung, Gesamtwochen, AuszeichnungChartplatzierungen (Jahr, Titel, Platzierungen, Wochen, Auszeichnungen, Anmerkungen) | Höchstplatzierung, Gesamtwochen, AuszeichnungChartplatzierungen (Jahr, Titel, Platzierungen, Wochen, Auszeichnungen, Anmerkungen) | Höchstplatzierung, Gesamtwochen, AuszeichnungChartplatzierungen (Jahr, Titel, Platzierungen, Wochen, Auszeichnungen, Anmerkungen) | Anmerkungen | [↑]: gemeinsam behandelt mit vorhergehendem Eintrag; [←]: in beiden Charts platziert |
| Jahr | Titel                                           | DE | AT | CH | IT | ES | Anmerkungen |                                                                                      |
| ---- | ----------------------------------------------- | --- | --- | --- | --- | --- | --- | ------------------------------------------------------------------------------------ |
| 1985 | Cuori agitati / Almas rebeldes                  | — | AT— GoldAT | CH5 Platin · (22 Wo.)CH | IT10 Gold · (12 Wo.)IT | — | Erstveröffentlichung: 9. Februar 1985 Verkäufe: + 325.000 2000 als Wiederveröffentlichung Platz 48 in den italienischen FIMI-Charts  |                                                                                      |
| 1986 | Nuovi eroi / Héroes de hoy                      | DE38 Gold · (11 Wo.)DE | AT1 ×2Doppelplatin · (54 Wo.)AT                                                                                                   | CH1 ×2Doppelplatin · (25 Wo.)CH                                                                                                   | IT1 ×2Doppelplatin · (26 Wo.)IT                                                                                                   | ES19 Gold · (25 Wo.)ES | Erstveröffentlichung: 12. April 1986 Verkäufe: + 1.500.000 2000 als Wiederveröffentlichung Platz 68 in den italienischen FIMI-Charts |                                                                                      |
| 1987 | In certi momenti / En ciertos momentos          | DE17 Gold · (51 Wo.)DE | AT5 (14 Wo.)AT | CH3 Platin · (20 Wo.)CH | IT1 (27 Wo.)IT | ES5 ×2Doppelplatin · (50 Wo.)ES                                                                                                   | Erstveröffentlichung: 28. Oktober 1987 Verkäufe: + 500.000                                                                           |                                                                                      |
| 1988 | Musica è / Música es                            | DE4 Platin · (41 Wo.)DE | AT10 (8 Wo.)AT | CH2 Gold · (18 Wo.)CH | IT2 (21 Wo.)IT | ES2 ×3Dreifachplatin · (32 Wo.)ES                                                                                                 | Erstveröffentlichung: 1988 Verkäufe: + 975.000                                                                                       |                                                                                      |
| 1990 | In ogni senso / En todos los sentidos           | DE2 Platin · (53 Wo.)DE | AT5 Gold · (24 Wo.)AT | CH1 ×3Dreifachplatin · (30 Wo.)CH                                                                                                 | IT1 (29 Wo.)IT | ES3 ×2Doppelplatin · (36 Wo.)ES                                                                                                   | Erstveröffentlichung: 10. April 1990 Verkäufe: + 1.075.000                                                                           |                                                                                      |
| 1993 | Tutte storie / Todo historias                   | DE3 Platin · (43 Wo.)DE | AT1 Platin · (20 Wo.)AT | CH1 ×4Vierfachplatin · (46 Wo.)CH                                                                                                 | IT1 (31 Wo.)IT | ES2 ×2Doppelplatin · (45 Wo.)ES                                                                                                   | Erstveröffentlichung: 19. April 1993 Verkäufe: + 4.000.000                                                                           |                                                                                      |
| 1996 | Dove c’è musica / Donde hay música              | DE1 ×3Dreifachgold · (76 Wo.)DE                                                                                                   | AT1 ×3Dreifachplatin · (64 Wo.)AT                                                                                                 | CH1 ×4Vierfachplatin · (57 Wo.)CH                                                                                                 | IT1 Gold (2025) · (69 Wo.)IT | ES2 ×3Dreifachplatin · (37 Wo.)ES                                                                                                 | Erstveröffentlichung: 13. März 1996 Verkäufe: + 4.320.000                                                                            |                                                                                      |
| 2000 | Stilelibero / Estilo libre                      | DE2 ×2Doppelplatin · (63 Wo.)DE                                                                                                   | AT3 Platin · (48 Wo.)AT | CH1 ×4Vierfachplatin · (58 Wo.)CH                                                                                                 | IT2 (81 Wo.)IT | ES3 Platin · (18 Wo.)ES | Erstveröffentlichung: 30. Oktober 2000 Verkäufe: + 2.428.269                                                                         |                                                                                      |
| 2003 | 9 (Nove) / 9 (Nueve)                            | DE2 Platin · (38 Wo.)DE | AT2 Gold · (26 Wo.)AT | CH1 ×3Dreifachplatin · (69 Wo.)CH                                                                                                 | IT1 (106 Wo.)IT | ES5 GoldES | Erstveröffentlichung: 30. März 2003 Verkäufe: + 913.000                                                                              |                                                                                      |
| 2005 | Calma apparente / Calma aparente                | DE4 Platin · (46 Wo.)DE | AT2 Platin · (34 Wo.)AT | CH1 ×2Doppelplatin · (44 Wo.)CH                                                                                                   | IT1 ×3Dreifachdiamant · (92 Wo.)IT                                                                                                | ES4 Gold · (17 Wo.)ES | Erstveröffentlichung: 28. Oktober 2005 Verkäufe: + 1.735.000                                                                         |                                                                                      |
| 2009 | Ali e radici / Alas y raíces                    | DE4 Gold · (17 Wo.)DE | AT2 Gold · (16 Wo.)AT | CH1 Platin · (30 Wo.)CH | IT1 ×5Fünffachplatin · (72 Wo.)IT                                                                                                 | ES2 Gold · (28 Wo.)ES | Erstveröffentlichung: 22. März 2009 erstmals stieg auch die spanische Version in Italien auf Platz 66 ein; Verkäufe: + 501.000       |                                                                                      |
| 2012 | Noi / Somos                                     | DE7 Gold · (14 Wo.)DE | AT2 Gold · (17 Wo.)AT | CH2 Gold · (29 Wo.)CH | IT1 ×5Fünffachplatin · (102 Wo.)IT                                                                                                | ES6 Gold · (45 Wo.)ES | Erstveröffentlichung: 13. November 2012 Verkäufe: + 458.000                                                                          |                                                                                      |
| 2013 | Noi due / Somos dos[DE: ↑][AT: ↑][CH: ↑][IT: ↑] | DE7 Gold · (14 Wo.)DE | AT2 Gold · (17 Wo.)AT | CH2 Gold · (29 Wo.)CH | IT1 ×5Fünffachplatin · (102 Wo.)IT                                                                                                | ES99 (1 Wo.)ES | Erstveröffentlichung: 19. November 2013 Wiederveröffentlichung von Noi, inklusive DVD und unveröffentlichter Titel                   |                                                                                      |
| 2015 | Perfetto / Perfecto                             | DE5 (12 Wo.)DE | AT5 Gold · (19 Wo.)AT | CH2 Gold · (25 Wo.)CH | IT1 Platin · (54 Wo.)IT | ES3 (29 Wo.)ES | Erstveröffentlichung: 12. März 2015 Verkäufe: + 82.500                                                                               |                                                                                      |
| 2018 | Vita ce n’è / Hay vida                          | DE7 (12 Wo.)DE | AT1 (16 Wo.)AT | CH1 (21 Wo.)CH | IT1 Platin · (28 Wo.)IT | ES6 (17 Wo.)ES | Erstveröffentlichung: 23. November 2018 Verkäufe: + 50.000                                                                           |                                                                                      |
| 2022 | Battito infinito / Latido infinito              | DE11 (4 Wo.)DE | AT4 (4 Wo.)AT | CH1 (16 Wo.)CH | IT2 Gold · (14 Wo.)IT | ES8 (4 Wo.)ES | Erstveröffentlichung: 17. September 2022 Verkäufe: + 25.000                                                                          |                                                                                      |

grau schraffiert: keine Chartdaten aus diesem Jahr verfügbar

### Livealben
| Jahr | Titel                                | Höchstplatzierung, Gesamtwochen, AuszeichnungChartplatzierungen (Jahr, Titel, Platzierungen, Wochen, Auszeichnungen, Anmerkungen) | Höchstplatzierung, Gesamtwochen, AuszeichnungChartplatzierungen (Jahr, Titel, Platzierungen, Wochen, Auszeichnungen, Anmerkungen) | Höchstplatzierung, Gesamtwochen, AuszeichnungChartplatzierungen (Jahr, Titel, Platzierungen, Wochen, Auszeichnungen, Anmerkungen) | Höchstplatzierung, Gesamtwochen, AuszeichnungChartplatzierungen (Jahr, Titel, Platzierungen, Wochen, Auszeichnungen, Anmerkungen) | Höchstplatzierung, Gesamtwochen, AuszeichnungChartplatzierungen (Jahr, Titel, Platzierungen, Wochen, Auszeichnungen, Anmerkungen) | Anmerkungen                                                  |
| Jahr | Titel                                | DE | AT | CH | IT | ES | Anmerkungen                                                  |
| ---- | ------------------------------------ | --- | --- | --- | --- | --- | ------------------------------------------------------------ |
| 1991 | Eros in Concert                      | DE37 (13 Wo.)DE | — | CH21 Gold · (7 Wo.)CH | IT4 (15 Wo.)IT | ES16 Gold · (15 Wo.)ES | Erstveröffentlichung: 28. Oktober 1991 Verkäufe: + 75.000    |
| 1998 | Eros Live                            | DE9 Gold · (17 Wo.)DE | AT12 Gold · (12 Wo.)AT | CH6 Platin · (11 Wo.)CH | IT6 (15 Wo.)IT | — | Erstveröffentlichung: 23. Oktober 1998 Verkäufe: + 1.100.000 |
| 2010 | 21.00 Eros Live World Tour 2009/2010 | DE100 (1 Wo.)DE | AT51 (6 Wo.)AT | CH50 (6 Wo.)CH | IT3 Platin · (29 Wo.)IT | — | Erstveröffentlichung: 30. November 2010 Verkäufe: + 60.000   |

grau schraffiert: keine Chartdaten aus diesem Jahr verfügbar

### Kompilationen
| Jahr | Titel                                 | Höchstplatzierung, Gesamtwochen, AuszeichnungChartplatzierungen (Jahr, Titel, Platzierungen, Wochen, Auszeichnungen, Anmerkungen) | Höchstplatzierung, Gesamtwochen, AuszeichnungChartplatzierungen (Jahr, Titel, Platzierungen, Wochen, Auszeichnungen, Anmerkungen) | Höchstplatzierung, Gesamtwochen, AuszeichnungChartplatzierungen (Jahr, Titel, Platzierungen, Wochen, Auszeichnungen, Anmerkungen) | Höchstplatzierung, Gesamtwochen, AuszeichnungChartplatzierungen (Jahr, Titel, Platzierungen, Wochen, Auszeichnungen, Anmerkungen) | Höchstplatzierung, Gesamtwochen, AuszeichnungChartplatzierungen (Jahr, Titel, Platzierungen, Wochen, Auszeichnungen, Anmerkungen) | Anmerkungen                                                  |
| Jahr | Titel                                 | DE | AT | CH | IT | ES | Anmerkungen                                                  |
| ---- | ------------------------------------- | --- | --- | --- | --- | --- | ------------------------------------------------------------ |
| 1997 | Eros                                  | DE1 ×3Dreifachplatin · (79 Wo.)DE                                                                                                 | AT1 ×2Doppelplatin · (50 Wo.)AT                                                                                                   | CH1 ×4Vierfachplatin · (53 Wo.)CH                                                                                                 | IT1 Platin (2022) · (82 Wo.)IT | ES5 ×2Doppelplatin · (19 Wo.)ES                                                                                                   | Erstveröffentlichung: 27. Oktober 1997 Verkäufe: + 5.320.000 |
| 2007 | e²                                    | DE2 Gold · (18 Wo.)DE | AT3 Platin · (19 Wo.)AT | CH1 ×2Doppelplatin · (27 Wo.)CH                                                                                                   | IT1 Platin (2014) · (111 Wo.)IT                                                                                                   | ES2 Platin · (45 Wo.)ES | Erstveröffentlichung: 26. Oktober 2007 Verkäufe: + 1.149.500 |
| 2012 | Eros Best Love Songs / Eros Romántico | DE54 (4 Wo.)DE | AT23 (4 Wo.)AT | CH8 (21 Wo.)CH | IT2 Platin · (39 Wo.)IT | ES10 (23 Wo.)ES | Erstveröffentlichung: 31. Januar 2012 Verkäufe: + 90.000     |
| 2014 | Eros 30                               | — | — | CH15 (10 Wo.)CH | IT4 Platin · (39 Wo.)IT | ES57 (6 Wo.)ES | Erstveröffentlichung: 27. Oktober 2014 Verkäufe: + 50.000    |
| 2017 | Eros Duets                            | — | AT45 (5 Wo.)AT | CH29 (9 Wo.)CH | IT13 (10 Wo.)IT | ES98 (2 Wo.)ES | Erstveröffentlichung: 17. November 2017                      |

grau schraffiert: keine Chartdaten aus diesem Jahr verfügbar

## Singles
| Jahr | Titel Album                                                          | Höchstplatzierung, Gesamtwochen, AuszeichnungChartplatzierungen (Jahr, Titel, Album, Platzierungen, Wochen, Auszeichnungen, Anmerkungen) | Höchstplatzierung, Gesamtwochen, AuszeichnungChartplatzierungen (Jahr, Titel, Album, Platzierungen, Wochen, Auszeichnungen, Anmerkungen) | Höchstplatzierung, Gesamtwochen, AuszeichnungChartplatzierungen (Jahr, Titel, Album, Platzierungen, Wochen, Auszeichnungen, Anmerkungen) | Höchstplatzierung, Gesamtwochen, AuszeichnungChartplatzierungen (Jahr, Titel, Album, Platzierungen, Wochen, Auszeichnungen, Anmerkungen) | Höchstplatzierung, Gesamtwochen, AuszeichnungChartplatzierungen (Jahr, Titel, Album, Platzierungen, Wochen, Auszeichnungen, Anmerkungen) | Anmerkungen |
| Jahr | Titel Album                                                          | DE | AT | CH | IT | ES | Anmerkungen |
| ---- | -------------------------------------------------------------------- | --- | --- | --- | --- | --- | --- |
| 1984 | Terra promessa Cuori agitati                                         | — | — | — | IT6 Gold (2024) · (12 Wo.)IT | — | Erstveröffentlichung: 3. Februar 1984 Siegerlied in der Newcomer-Kategorie des Sanremo-Festivals 1984           |
| 1985 | Una storia importante / Una historia importante Cuori agitati        | — | — | CH7 Gold · (16 Wo.)CH | IT1 Gold (2023) · (17 Wo.)IT | ES13 (8 Wo.)ES | Erstveröffentlichung: 7. Februar 1985 Verkäufe: + 325.000                                                       |
| 1986 | Adesso tu Nuovi eroi                                                 | — | AT1 (36 Wo.)AT | CH1 (20 Wo.)CH | IT1 Gold (1986) + Gold (2023) · (13 Wo.)IT                                                                                               | — | Erstveröffentlichung: 13. Februar 1986 Siegerlied des Sanremo-Festivals 1986 Verkäufe: + 350.000                |
| 1986 | Un cuore con le ali Nuovi eroi                                       | — | AT21 (6 Wo.)AT | — | — | — | Erstveröffentlichung: 1986                                                                                      |
| 1987 | Emociones cuantas emociones En ciertos momentos                      | — | — | — | — | ES43 (1 Wo.)ES | Erstveröffentlichung: 1987 spanische Version des Liedes Emozione dopo emozione aus Nuovi eroi                   |
| 1987 | Ma che bello questo amore / Fantástico amor In certi momenti         | — | AT19 (4 Wo.)AT | CH21 (6 Wo.)CH | — | ES27 (4 Wo.)ES | Erstveröffentlichung: 1987                                                                                      |
| 1990 | Se bastasse una canzone In ogni senso                                | DE19 (27 Wo.)DE | AT15 (15 Wo.)AT | CH7 (20 Wo.)CH | — | — | Erstveröffentlichung: 1990                                                                                      |
| 1993 | Un’altra te Tutte storie                                             | DE58 (10 Wo.)DE | — | CH11 (16 Wo.)CH | IT23 (1 Wo.)IT | — | Erstveröffentlichung: 4. April 1993                                                                             |
| 1993 | Cose della vita / Cosas de la vida Tutte storie                      | DE30 (21 Wo.)DE | AT15 (12 Wo.)AT | CH7 Gold · (28 Wo.)CH | IT6 (10 Wo.)IT | ES3 (7 Wo.)ES | Erstveröffentlichung: 14. April 1993 Verkäufe: + 25.000                                                         |
| 1996 | Più bella cosa / La cosa más bella Dove c’è musica                   | DE17 (30 Wo.)DE | AT9 (18 Wo.)AT | CH6 (28 Wo.)CH | IT1 ×2Doppelplatin (2024) · (12 Wo.)IT                                                                                                   | ES1 Platin · (4 Wo.)ES | Erstveröffentlichung: 9. April 1996 Verkäufe: + 465.000                                                         |
| 1996 | Stella gemella Dove c’è musica                                       | DE77 (10 Wo.)DE | — | — | — | — | Erstveröffentlichung: 5. August 1996                                                                            |
| 1996 | L’aurora Dove c’è musica                                             | DE89 (6 Wo.)DE | — | — | — | — | Erstveröffentlichung: 1996                                                                                      |
| 1997 | Dove c’è musica                                                      | DE65 (9 Wo.)DE | — | — | — | — | Erstveröffentlichung: 1997                                                                                      |
| 1997 | Quanto amore sei / Cuanto amor me das Eros                           | DE52 (9 Wo.)DE | AT17 (12 Wo.)AT | CH8 (16 Wo.)CH | IT2 (4 Wo.)IT | ES3 (4 Wo.)ES | Erstveröffentlichung: 1997                                                                                      |
| 1997 | Cose della vita (Can’t Stop Thinking of You) / Cosas de la vida Eros | DE4 (28 Wo.)DE | AT10 (17 Wo.)AT | CH7 (28 Wo.)CH | — | ES6 (3 Wo.)ES | Erstveröffentlichung: Dezember 1997 Verkäufe: + 135.000 neue Version des Liedes von 1993, Duett mit Tina Turner |
| 1998 | Terra promessa Eros                                                  | DE74 (9 Wo.)DE | — | CH46 (4 Wo.)CH | — | — | Erstveröffentlichung: 1998 mit Icy Bro                                                                          |
| 1998 | That’s All I Need to Know – Difenderò (live) Eros Live               | DE86 (4 Wo.)DE | — | — | — | — | Erstveröffentlichung: 1998 mit Joe Cocker                                                                       |
| 2000 | Fuoco nel fuoco / Fuego en el fuego Stilelibero                      | DE50 (9 Wo.)DE | AT29 (7 Wo.)AT | CH4 (24 Wo.)CH | IT1 (20 Wo.)IT | ES5 (5 Wo.)ES | Erstveröffentlichung: 5. Oktober 2000                                                                           |
| 2001 | Un angelo non è Stilelibero                                          | DE91 (3 Wo.)DE | — | CH32 (16 Wo.)CH | — | — | Erstveröffentlichung: 2001                                                                                      |
| 2001 | Più che puoi Stilelibero                                             | DE61 (9 Wo.)DE | — | CH17 (20 Wo.)CH | IT20 (7 Wo.)IT | — | Erstveröffentlichung: 3. Juli 2001 mit Cher                                                                     |
| 2001 | L’ombra del gigante Stilelibero                                      | DE83 (9 Wo.)DE | AT74 (1 Wo.)AT | CH52 (7 Wo.)CH | IT25 (11 Wo.)IT | — | Erstveröffentlichung: 2001                                                                                      |
| 2001 | Per me per sempre Stilelibero                                        | DE91 (3 Wo.)DE | — | CH69 (3 Wo.)CH | — | — | Erstveröffentlichung: 2001                                                                                      |
| 2003 | Un’emozione per sempre 9                                             | DE35 (9 Wo.)DE | AT31 (8 Wo.)AT | CH1 (18 Wo.)CH | IT1 Gold (2021) · (26 Wo.)IT | — | Erstveröffentlichung: 12. März 2003 Verkäufe: + 35.000                                                          |
| 2003 | Un attimo di pace 9                                                  | DE87 (7 Wo.)DE | — | CH34 (9 Wo.)CH | IT12 (15 Wo.)IT | — | Erstveröffentlichung: 5. September 2003                                                                         |
| 2004 | Solo ieri 9                                                          | — | — | CH59 (4 Wo.)CH | — | — | Erstveröffentlichung: 16. Januar 2004                                                                           |
| 2004 | Ti vorrei rivivere 9                                                 | — | — | CH56 (3 Wo.)CH | — | — | Erstveröffentlichung: März 2004                                                                                 |
| 2005 | La nostra vita Calma apparente                                       | — | AT36 (9 Wo.)AT | CH6 (20 Wo.)CH | IT1 (24 Wo.)IT | — | Erstveröffentlichung: 16. September 2005                                                                        |
| 2006 | I Belong to You (Il ritmo della passione) Calma apparente            | DE1 Gold · (23 Wo.)DE | AT2 Gold · (32 Wo.)AT | CH1 Gold · (58 Wo.)CH | IT1 Gold (2023) · (25 Wo.)IT | — | Erstveröffentlichung: 19. Januar 2006 Verkäufe: + 255.000; mit Anastacia                                        |
| 2006 | Bambino nel tempo Calma apparente                                    | — | — | CH40 (13 Wo.)CH | IT15 (17 Wo.)IT | — | Erstveröffentlichung: 2006                                                                                      |
| 2007 | Domo mia Vida                                                        | — | — | — | IT6 (22 Wo.)IT | — | Erstveröffentlichung: 2007 Verkäufe: + 68.000; mit Tazenda                                                      |
| 2007 | Non siamo soli / No estamos solos e²                                 | DE32 (9 Wo.)DE | AT45 (6 Wo.)AT | CH3 (22 Wo.)CH | IT1 (19 Wo.)IT | ES2 ×4Vierfachplatin · (25 Wo.)ES | Erstveröffentlichung: Oktober 2007 Verkäufe: + 255.000; mit Ricky Martin                                        |
| 2008 | Il tempo tra di noi e²                                               | — | — | — | IT25 (4 Wo.)IT | — | Erstveröffentlichung: 2008                                                                                      |
| 2008 | Ci parliamo da grandi e²                                             | — | — | — | IT21 (7 Wo.)IT | — | Erstveröffentlichung: 21. März 2008                                                                             |
| 2008 | Solo un volo Più di me                                               | — | — | — | IT3 (10 Wo.)IT | — | Erstveröffentlichung: 2008 mit Ornella Vanoni                                                                   |
| 2009 | Parla con me / Dímelo a mí Ali e radici                              | — | AT31 (4 Wo.)AT | CH8 (22 Wo.)CH | IT1 (23 Wo.)IT | ES41 (1 Wo.)ES | Erstveröffentlichung: 24. April 2009                                                                            |
| 2009 | Linda e il mare Ali e radici                                         | — | — | — | IT40 (2 Wo.)IT | — | Erstveröffentlichung: 2009                                                                                      |
| 2009 | Controvento Ali e radici                                             | — | — | — | IT23 (11 Wo.)IT | — | Erstveröffentlichung: 3. September 2009                                                                         |
| 2009 | Il cammino Ali e radici                                              | — | — | — | IT37 (4 Wo.)IT | — | Erstveröffentlichung: 4. Dezember 2009                                                                          |
| 2012 | Inevitabile Dietro le apparenze                                      | — | — | — | IT9 Platin · (22 Wo.)IT | — | Erstveröffentlichung: 2012 Verkäufe: + 30.000; mit Giorgia                                                      |
| 2012 | Un angelo disteso al sole / Un ángel como el sol tú eres Noi         | DE66 (1 Wo.)DE | AT46 (1 Wo.)AT | CH27 (10 Wo.)CH | IT5 Platin · (26 Wo.)IT | ES20 (16 Wo.)ES | Erstveröffentlichung: 212. Oktober 2012 Verkäufe: + 30.000                                                      |
| 2012 | Noi                                                                  | — | — | — | IT86 (1 Wo.)IT | — | Erstveröffentlichung: 2012                                                                                      |
| 2013 | Questa nostra stagione Noi                                           | — | — | — | IT61 (13 Wo.)IT | — | Erstveröffentlichung: 25. Januar 2013                                                                           |
| 2013 | Fino all’estasi Noi                                                  | — | — | — | IT20 Gold · (22 Wo.)IT | — | Erstveröffentlichung: 24. März 2013 Verkäufe: + 15.000; mit Nicole Scherzinger                                  |
| 2013 | Io prima di te Noi due                                               | — | — | CH44 (1 Wo.)CH | IT4 (13 Wo.)IT | — | Erstveröffentlichung: 28. Oktober 2013                                                                          |
| 2015 | Alla fine del mondo Perfetto                                         | — | — | — | IT46 (3 Wo.)IT | — | Erstveröffentlichung: 27. März 2015                                                                             |
| 2015 | Sei un pensiero speciale Perfetto                                    | — | — | — | IT88 Gold · (6 Wo.)IT | — | Erstveröffentlichung: 21. August 2015 Verkäufe: + 25.000                                                        |
| 2018 | Vita ce n’è                                                          | — | — | CH41 (1 Wo.)CH | IT54 (1 Wo.)IT | — | Erstveröffentlichung: 19. Oktober 2018                                                                          |
| 2019 | Per le strade una canzone Vita ce n’è                                | — | — | — | IT88 Gold · (3 Wo.)IT | — | Erstveröffentlichung: 18. Januar 2019 Verkäufe: + 35.000; feat. Luis Fonsi                                      |
| 2021 | La mia felicità –                                                    | — | — | — | IT74 Gold · (1 Wo.)IT | — | Erstveröffentlichung: 2021 Fabio Rovazzi feat. Eros Ramazzotti                                                  |

grau schraffiert: keine Chartdaten aus diesem Jahr verfügbar
Weitere Singles
- 1982: Ad un amico
- 1984: Buongiorno bambina
- 1988: Senza perderci di vista
- 1988: Musica è
- 1990: Amarti è l’immenso per me (mit Antonella Bucci)
- 1990: Dolce Barbara
- 2005: Sta passando novembre
- 2010: Bucaneve
- 2010: Appunti e note
- 2013: Questa nostra stagione
- 2018: Per il resto tutto bene (feat. Helene Fischer)
- 2022: AMA

## Videoalben
| Jahr | Titel          | Höchstplatzierung, Gesamtwochen, AuszeichnungChartplatzierungen (Jahr, Titel, Platzierungen, Wochen, Auszeichnungen, Anmerkungen) | Höchstplatzierung, Gesamtwochen, AuszeichnungChartplatzierungen (Jahr, Titel, Platzierungen, Wochen, Auszeichnungen, Anmerkungen) | Höchstplatzierung, Gesamtwochen, AuszeichnungChartplatzierungen (Jahr, Titel, Platzierungen, Wochen, Auszeichnungen, Anmerkungen) | Höchstplatzierung, Gesamtwochen, AuszeichnungChartplatzierungen (Jahr, Titel, Platzierungen, Wochen, Auszeichnungen, Anmerkungen) | Höchstplatzierung, Gesamtwochen, AuszeichnungChartplatzierungen (Jahr, Titel, Platzierungen, Wochen, Auszeichnungen, Anmerkungen) | Anmerkungen        |
| Jahr | Titel          | DE | AT | CH | IT | ES | Anmerkungen        |
| ---- | -------------- | --- | --- | --- | --- | --- | ------------------ |
| 2004 | Eros Roma live | DE81 a (1 Wo.)DE | — | — | — | — | Verkäufe: + 30.000 |

grau schraffiert: keine Chartdaten aus diesem Jahr verfügbar
Weitere Videoalben
- 1992: In giro per il mondo
- 1997: I migliori video di Eros
- 2001: Stilelibero
- 2010: 21.00: Eros Live World Tour 2009/2010

## Autorenbeteiligungen
- Insieme a te – für Paolo Vallesi
- Sposati subito – für Irene Grandi
- Come saprei – für Giorgia
- Una ragione di più – für Massimo Di Cataldo
- That’s All I Need to Know – für Joe Cocker
- Innamorato – für Gianni Morandi
- Canzone libera – für Gianni Morandi
- Bella giornata – für Gianni Morandi
- Se camminando – für Vitamina
- Il mare delle nuvole – für Antonella Bucci

## Boxsets
| Jahr | Titel       | Höchstplatzierung, Gesamtwochen, AuszeichnungChartplatzierungen (Jahr, Titel, Platzierungen, Wochen, Auszeichnungen, Anmerkungen) | Höchstplatzierung, Gesamtwochen, AuszeichnungChartplatzierungen (Jahr, Titel, Platzierungen, Wochen, Auszeichnungen, Anmerkungen) | Höchstplatzierung, Gesamtwochen, AuszeichnungChartplatzierungen (Jahr, Titel, Platzierungen, Wochen, Auszeichnungen, Anmerkungen) | Höchstplatzierung, Gesamtwochen, AuszeichnungChartplatzierungen (Jahr, Titel, Platzierungen, Wochen, Auszeichnungen, Anmerkungen) | Höchstplatzierung, Gesamtwochen, AuszeichnungChartplatzierungen (Jahr, Titel, Platzierungen, Wochen, Auszeichnungen, Anmerkungen) | Anmerkungen |
| Jahr | Titel       | DE | AT | CH | IT | ES | Anmerkungen |
| ---- | ----------- | --- | --- | --- | --- | --- | --- |
| 2003 | 3 Originals | — | — | — | IT27 (2 Wo.)IT | — | Erstveröffentlichung: 2003 Sammlung der drei Studioalben Nuovi eroi (1986), In certi momenti (1987) und Musica è (1988) |

grau schraffiert: keine Chartdaten aus diesem Jahr verfügbar

## Sonderveröffentlichungen
Duette
- La luce buona delle stelle – mit Patsy Kensit
- Amarti è l’immenso per me – mit Antonella Bucci
- Andare... in ogni senso – mit Piero Cassano
- Tu vivrai – mit Pooh, Enrico Ruggeri, Raf & Umberto Tozzi
- Anche tu – mit Raf
- Non dimenticare Disneyland – mit Alex Baroni
- Musica è – mit Andrea Bocelli
- Nel cuore lei – mit Andrea Bocelli
- Se bastasse una canzone – mit Luciano Pavarotti
- Anima gemella – mit Gemelli Diversi
- That’s all I need to know – Difenderò – mit Joe Cocker
- Almeno non tradirmi tu – mit Biagio Antonacci
- Nel blu dipinto di blu – mit Laura Pausini
- A ti – mit Ricardo Arjona
- Il ragazzo della via Gluck – mit Adriano Celentano
- Quanno chiove – mit Pino Daniele
- Solo un volo – mit Ornella Vanoni
- Domo mia – mit Tazenda
- Inevitabile – mit Giorgia

## Statistik

### Chartauswertung
|                     | DE     | AT     | CH     | IT     | ES     |
| ------------------- | ------ | ------ | ------ | ------ | ------ |
| Nummer-eins-Alben   | DE2DE  | AT5AT  | CH12CH | IT13IT | ES—ES  |
| Top-10-Alben        | DE14DE | AT16AT | CH19CH | IT22IT | ES16ES |
| Alben in den Charts | DE21DE | AT20AT | CH23CH | IT23IT | ES21ES |

|                       | DE     | AT     | CH     | IT     | ES     |
| --------------------- | ------ | ------ | ------ | ------ | ------ |
| Nummer-eins-Singles   | DE1DE  | AT1AT  | CH3CH  | IT9IT  | ES1ES  |
| Top-10-Singles        | DE2DE  | AT4AT  | CH13CH | IT17IT | ES6ES  |
| Singles in den Charts | DE21DE | AT16AT | CH27CH | IT35IT | ES11ES |

### Auszeichnungen für Musikverkäufe
| Land/RegionAuszeichnungen für Musikverkäufe (Land/Region, Auszeichnungen, Verkäufe, Quellen) | Silber     | Gold       | Platin         | Diamant     | Verkäufe     | Quellen                                                        |
| -------------------------------------------------------------------------------------------- | ---------- | ---------- | -------------- | ----------- | ------------ | -------------------------------------------------------------- |
| Argentinien (CAPIF)                                                                          | —          | —          | 7× Platin7     | —           | 368.000      | capif.org.ar (Memento vom 31. Mai 2011 im Internet Archive)    |
| Belgien (BRMA)                                                                               | —          | 7× Gold7   | 5× Platin5     | —           | 405.000      | ultratop.be                                                    |
| Brasilien (PMB)                                                                              | —          | 4× Gold4   | —              | —           | 350.000      | pro-musicabr.org.br                                            |
| Dänemark (IFPI)                                                                              | —          | 2× Gold2   | 6× Platin6     | —           | 160.000      | ifpi.dk                                                        |
| Deutschland (BVMI)                                                                           | —          | 8× Gold8   | 11× Platin11   | —           | 5.950.000    | musikindustrie.de                                              |
| Europa (IFPI)                                                                                | —          | —          | 16× Platin16   | —           | (16.000.000) | ifpi.org (Memento vom 1. Januar 2014 im Internet Archive)      |
| Finnland (IFPI)                                                                              | —          | Gold1      | 2× Platin2     | —           | 121.175      | ifpi.fi                                                        |
| Frankreich (SNEP)                                                                            | 2× Silber2 | 9× Gold9   | 5× Platin5     | —           | 2.520.000    | infodisc.fr snepmusique.com                                    |
| Griechenland (IFPI)                                                                          | —          | 3× Gold3   | 2× Platin2     | —           | 67.500       | Einzelnachweise                                                |
| Italien (FIMI)                                                                               | —          | 13× Gold13 | 23× Platin23   | 3× Diamant3 | 5.043.000    | fimi.it                                                        |
| Kanada (MC)                                                                                  | —          | Gold1      | —              | —           | 50.000       | musiccanada.com                                                |
| Kroatien (HDU)                                                                               | Silber1    | Gold1      | —              | —           | 10.500       | hgu.hr                                                         |
| Mexiko (AMPROFON)                                                                            | —          | 3× Gold3   | Platin1        | —           | 260.000      | amprofon.com.mx                                                |
| Niederlande (NVPI)                                                                           | —          | 3× Gold3   | 6× Platin6     | —           | 715.000      | nvpi.nl                                                        |
| Norwegen (IFPI)                                                                              | —          | 2× Gold2   | 2× Platin2     | —           | 105.000      | ifpi.no (Memento vom 5. November 2012 im Internet Archive)     |
| Österreich (IFPI)                                                                            | —          | 8× Gold8   | 11× Platin11   | —           | 650.000      | ifpi.at                                                        |
| Polen (ZPAV)                                                                                 | —          | 3× Gold3   | —              | —           | 80.000       | olis.pl                                                        |
| Portugal (AFP)                                                                               | 2× Silber2 | Gold1      | —              | —           | 14.000       | Einzelnachweise                                                |
| Russland (NFPF)                                                                              | —          | 3× Gold3   | —              | —           | 30.000       | 2m-online.ru (Memento vom 22. Januar 2009 im Internet Archive) |
| Schweden (IFPI)                                                                              | —          | 2× Gold2   | 6× Platin6     | —           | 330.000      | sverigetopplistan.se                                           |
| Schweiz (IFPI)                                                                               | —          | 7× Gold7   | 32× Platin32   | —           | 1.670.000    | hitparade.ch                                                   |
| Spanien (Promusicae)                                                                         | —          | 6× Gold6   | 34× Platin34   | —           | 2.790.000    | elportaldemusica.es ES2 ES3 ES4 ES5                            |
| Ungarn (MAHASZ)                                                                              | —          | 4× Gold4   | 3× Platin3     | —           | 59.000       | slagerlistak.hu                                                |
| Vereinigte Staaten (RIAA)                                                                    | —          | —          | 7× Platin7     | —           | 420.000      | riaa.com                                                       |
| Insgesamt                                                                                    | 5× Silber5 | 91× Gold91 | 179× Platin179 | 3× Diamant3 |              |                                                                |